# 隆林凤尾蕨
隆林凤尾蕨（学名：Pteris splendida）为凤尾蕨科凤尾蕨属下的一个种。

## 扩展阅读
- 維基物種上的相關：隆林凤尾蕨